# ایان داوز (مدیر فوتبال)
ایان داوز (انگلیسی: Ian Dawes؛ زادهٔ ۱۶ مارس ۱۹۸۴) بازیکن فوتبال است.